# Christina Gestrin
Anna Christina Gestrin, född 12 januari 1967 i Helsingfors i Finland, är en finländsk politiker för Svenska folkpartiet (SFP), utbildad agroforstmagister, riksdagsledamot 2000–2015 och före detta vice ordförande för SFP (1998–2005). Sedan år 2020 är Gestrin Folktingssekreterare, och leder alltså arbetet vid Finlands Svenska Folkting.

## Biografi
Gestrin är dotter till förre SFP-politikern Kristian Gestrin och Eddina Gestrin, född Furuhjelm. Hon tog studenten vid Gymnasiet Lärkan 1985 och tog 1993 examen från Helsingfors universitet som agronomie- och forstmagister.
Gestrin inledde sin politiska bana under studenttiden. Hon satt i Helsingfors stads miljönämnd under åren 1991–1995 och var vice ordförande för Svensk Ungdom från 1992 till 1994. Efter examen arbetade hon bland annat i miljöministeriet och forststyrelsen innan hon 1998 tog steget till rikspolitiken. Hon blev då medarbetare till dåvarande EU- och utrikeshandelsminister Ole Norrback och omsorgsminister Eva Biaudet. Under åren 1998–2005 var Gestrin vice ordförande för Svenska folkpartiet.
Sedan år 2000 är Gestrin riksdagsledamot för Nylands valkrets och ledamot av Esbo stadsfullmäktige. Gestrin har under sin tid i riksdagen framförallt profilerat sig inom miljöfrågor. Christina Gestrin sitter i miljöutskottet och stora utskottet. Hon är också ordförande för miljö- och naturresursutskottet i Nordiska rådet. Hon är också medlem av den parlamentariska Östersjökonferensen BSPC 
I september 2011 valdes hon till ordförande i Folktinget, en organisation som bland annat ger utlåtanden åt olika myndigheter om frågor som berör finlandssvenskarna.

## Privatliv
Gestrin bor på en bondgård i Esbo. Hon är gift och har tre döttrar.